# 金域医学
广州金域医学检验集团股份有限公司（上交所：603882）是中華人民共和國一家独立医学实验室检验连锁集团，成立於1993年（一說1994年），最初為广州医学院校办企业。創始人梁耀铭當時是广州医学院科技开发中心的一名干部。截至2003年，有超过500家医疗机构將检验外包給該機構。同年广州金域医学检验中心有限公司成立。2017年9月8日，金域医学在上海证券交易所上市。

## 争议事件
2022年1月12日，河南省许昌市公安局通报负责新冠病毒核酸检测的郑州金域临床检验中心有限公司负责人“实施引起病毒传播或者有传播严重危险的行为”，以涉嫌刑事犯罪立案侦查，案件正在进一步办理中。该公司其后发表声明，称同月2日接许昌下属禹州市卫健部门通知，到禹州进行疫情防控筛查，当地工作人员立刻投入工作，从郑州调拨相关技术人员和大批量物资参与防控筛查。针对员工违法的事情，声明表示正调查具体情况。事件曝光后，网上责备声音不断，质疑该公司“恶意播毒”，也有传言指该公司在当地丢失检测样本，事后伪造检测结果。面对相关质疑，金域医学再度发表声明，澄清工作人员在当地展开工作时严格遵守包括传染病防治法等法律法规，不存在上述情况。

## 外部連結
- 官方网站